# Oh Murray!!!
Oh Murray!!! fue un grupo español de música Indie rock formado en 2009 por músicos de Madrid y Toledo. Sus integrantes eran Guille Aguilera (voz, guitarra eléctrica y sintetizador) Ezequiel Fernández (voz y guitarra eléctrica) y Alex Wickham (batería). Por el bajo eléctrico han pasado Guillermo y Rubén Bores (del grupo Ancla-2), que colaboró durante un período de tiempo.
Tras iniciar su carrera haciendo conciertos en salas madrileñas, publicó en 2011 su primer disco, Sinergia. El mismo año venció el concurso Mad Sound Project 2011, que le supuso como premio la posibilidad de grabar con la discográfica EMI Music.

## Sinergia
CD:
1. "Tras tu Piel"
2. "Cianuro"
3. "Mis Armas"
4. "Vértigo"
5. "Más Sencillo"
6. "Desnudos"
7. "Pompeya"
8. "Julieta"
9. "Reloj de Arena"
10. "Orange Soul"
11. "All In"
12. "Se Que Llegará"